# Hermann Böse

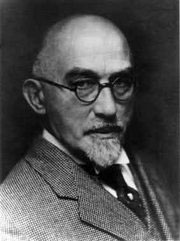
Hermann Böse

Hermann Böse (* 4. Mai 1870 in Hemelingen; † 17. Juli 1943 in Bremen) war ein deutscher Musiklehrer, Dirigent und Widerstandskämpfer gegen den Nationalsozialismus.

## Biografie
Böse wurde als eines von acht Kindern geboren. Sein Vater Johann Böse war Hauptlehrer in dem damals noch preußischen Hemelingen. Er wurde wie drei seiner Brüder, darunter Johannes Böse, Lehrer und besuchte von 1887 bis 1890 ein Lehrerseminar. Bereits im Jahr 1894 trat er der SPD bei. In den Jahren 1897 bis 1907 war er Lehrer an der Bremischen Taubstummenanstalt. Im Jahr 1905 gründete Böse zum SPD-Parteitag den Arbeiter-Männer-Gesang-Verein, der unter seiner Führung viel Anerkennung fand. Seine Absicht war es, den Arbeitern gleichzeitig die Musik näherzubringen und Bildung zu vermitteln.
Er schrieb häufig Musik- und Theaterkritiken für das damalige örtliche SPD-Organ Bremer Bürger-Zeitung (BBZ). Im Jahr 1907 kam Böse an das Bremer Realgymnasium, das 2005 nach ihm benannt wurde. Dort unterrichtete er bis 1933, als er aus gesundheitlichen Gründen seine Entlassung beantragte. Am Realgymnasium begann Böse sofort, ein Orchester aufzubauen, das sich in den 1920er Jahren zu einem der größten Schulorchester in ganz Deutschland entwickelte.
Böse war im Jahr 1910 Mitunterzeichner eines Geburtstagstelegramms an August Bebel, als Protest gegen die politisch motivierte Entlassung des Lehrers Wilhelm Holzmeyer. Das Telegramm hatte eine scharfe bürgerliche Pressekampagne gegen die Unterzeichner zur Folge. Es gab unter anderem persönlich adressierte, schriftliche Beleidigungen und Drohungen an einige Unterzeichner.
Während des Ersten Weltkrieges trennten sich viele Parteimitglieder von der SPD, weil sie den Krieg ablehnten und revolutionäre Umbrüche herbeiführen wollten. Unter diesen war auch Böse, der 1918 die KPD in Bremen mitbegründete. Allerdings übernahm er keine Rolle als Funktionär und blieb weiterhin Lehrer. Im Jahr 1919 wurde die sozialistische Bremer Räterepublik ausgerufen. Böse wurde auf Grund seiner Erfahrung zum Leiter des Volkskommissariats für Schul- und Bildungswesen ernannt. In dieser Funktion setzte er sich dafür ein, dass alle Beteiligten am Bildungsprozess gleichberechtigte Mitsprache haben sollten, und initiierte damit den Aufbau einer Schülerselbstverwaltung. Während dieser Zeit gab es zahlreiche Beschwerden gegen den Kommunisten Böse seitens der Eltern und der Lehrerschaft der Schule, an der Böse unterrichtete, offensichtlich aus Protest gegen die damalige Entwicklung in Bremen. Nach der blutigen Niederschlagung der Bremer Räterepublik durften dem linksradikalen „Arbeiter-Männer-Gesang-Verein“ keine Mitglieder der SPD mehr angehören, da die damals regierenden Mehrheitssozialdemokraten (MSPD) unter Friedrich Ebert als Reichspräsident und Gustav Noske als Minister für das Militär die rechten Freikorps herbeigeordert hatten.
In den späten 1920er Jahren verband Böse eine enge Freundschaft mit dem Anarchisten Erich Mühsam. 
Nach seinem Ausscheiden aus dem Schuldienst im Jahr 1933 kürzten die Nationalsozialisten seine Pension. Von da an verdiente er seinen Lebensunterhalt als privater Musiklehrer. Nach der „Machtergreifung“ Adolf Hitlers wurden in Bremen sechs kommunistische und sozialdemokratische Lehrer entlassen, und der „Arbeiter-Männer-Gesang-Verein“ löste sich zwangsweise auf.

Laßt uns wie Brüder zusammenstehen …

Bis heute gilt Böse als Widerstandskämpfer der KPD, obwohl er in den Gestapoakten bis 1933 der Freien Arbeiter-Union Deutschlands (FAUD) zugerechnet wird. Im Sommer 1942 fand in seiner Wohnung ein Treffen mit der kommunistischen Widerstandsgruppe Bästlein-Jacob-Abshagen aus Hamburg statt. Einer Verhaftungswelle der Gestapo gegen diese Gruppe fiel im Jahr 1943 auch Böse zum Opfer. Er soll illegale Schriften der Gruppe um Harro Schulze-Boysen und Arvid Harnack verbreitet haben und der „Pflicht“, einen Freund anzuzeigen, der einen Solidaritätsbrief aus Moskau von der KPdSU an Hamburger und Bremer Kommunisten laut vorgelesen haben soll, nicht nachgekommen sein. Der Brief enthielt Pläne und Einschätzungen aus Moskau. Böse und seine Mithäftlinge wurden von der Gestapo verhört und nach dem Inhalt des Briefes ausgefragt, allerdings erfolglos. Viele Mitglieder der Bästlein-Jacob-Abshagen-Gruppe wurden zum Tode verurteilt und hingerichtet.
Böse wurde in das KZ Mißler deportiert. Ein Mitinhaftierter sagte über ihn: „Hermann Böse strahlte eine Würde aus, die sogar die SS-Scheiche beeindruckte.“ Angeblich sollen dort einige Arbeitersänger in einer Ecke die von Böse komponierte Hymne Laßt uns wie Brüder zusammenstehen … gesungen haben. Auf Empfehlung des Gefängnisarztes wurde Böse am 15. Juli 1943 schwerkrank entlassen. Zwei Tage später starb er.
Der Pädagoge und Schriftsteller Heinrich Böse (1875–1957) und der Volksschullehrer Johannes Böse, der im Jahr 1925 die Griffelkunst-Vereinigung Hamburg gründete, waren Brüder Hermann Böses.

## Würdigungen
- Im Juli 1947 hielt die Bremer Arbeiterschaft auf dem Osterholzer Friedhof eine Gedenkfeier für Hermann Böse ab.
- Seit 1947 ist die Hermann-Böse-Straße nach ihm benannt.
- Seit 2005 ist das Hermann-Böse-Gymnasium in Bremen nach ihm benannt.

Der Abgeordnete Max Schimmeck von der kommunistischen Fraktion beantragte 1947 in der Bremischen Bürgerschaft, die Schule, an der Böse unterrichtet hatte, nach ihm zu benennen, ein Bild oder eine Büste gut sichtbar anzubringen und alljährlich am Todestag des Namensträgers der Schule in einer Gedenkstunde auf ihn hinzuweisen. Die letzten zwei Punkte wurden angenommen. Die Umbenennung der Schule wurde 1947 abgelehnt, weil die Schuldeputation aus schlechter Erfahrung mit dem Dritten Reich entschied, Schulen nicht mehr nach Persönlichkeiten zu benennen. Daraufhin stellte die KPD den Antrag, die Straße vor der Schule nach Böse zu benennen. Dieser Antrag wurde angenommen und die Schule hieß jetzt „Gymnasium an der Hermann-Böse-Straße“. Erst 2005, also 58 Jahre später, wurde auch das Gymnasium offiziell nach Böse benannt.
- Heute erinnert ein Porträt im Eingangsbereich des Hermann-Böse-Gymnasiums und ein Holzrelief des Bildschnitzers Rudolf Gangloff an den Musiklehrer.
- Hermann-Böse-Chor
- Vor seinem letzten Wohnhaus und vor dem Gymnasium wurden Stolpersteine verlegt.[2]